# Italia Pennino Coppola
Pour les autres membres des familles, voir Famille Coppola.
 (mai 2017).
Si vous disposez d'ouvrages ou d'articles de référence ou si vous connaissez des sites web de qualité traitant du thème abordé ici, merci de compléter l'article en donnant les références utiles à sa vérifiabilité et en les liant à la section « Notes et références ».
Italia Pennino Coppola (1912-2004) est un membre de la famille Coppola.
Née à New York, elle est l'une des six enfants d'Anna (née Giaquinto) (1879-?) et du compositeur Francesco Pennino (1880-1952). Son père était un compositeur de chansons italiennes, un importateur de films italiens et également le propriétaire d'une salle de cinéma. Elle était l'épouse de Carmine Coppola et était la mère de l'universitaire August Coppola, du réalisateur Francis Ford Coppola et de l'actrice Talia Shire, ainsi que la grand-mère maternelle des acteurs Jason Schwartzman et Robert Carmine et de l'écrivain Matthieu Shire, et la grand-mère paternelle des acteurs Nicolas Cage, Marc Coppola et des réalisateurs Roman Coppola, Christopher Coppola et Sofia Coppola. Elle est apparue dans trois films de son fils, ou elle tenait des rôles muets : Coup de cœur, Le Parrain et Le Parrain 2. Elle était connue pour sa cuisine italienne et a publié un livre intitulé Mama Coppola Pasta Book.

## Filmographie partielle
- Le Parrain (1972) - Extra dans la Scène du Mariage (non crédité)
- Le Parrain 2 (1974) - Le corps de Mama Corleone (non crédité)
- Coup de cœur (1981) - Couple dans l'Ascenseur (rôle final du film)